# Oun Kham
Oun Kham (né vers 1807/1811, mort le 15 décembre 1895) fut roi de Luang Prabang de 1868 à 1888.

## Règne
Oun Kham est le 4e fils du roi Manthaturath. Reconnu  en 1851 Upparaja (i.e: Prince Héritier) par le Siam, il succède à son frère Chantha-Kuman en 1868 mais il n'est reconnu par son suzerain le roi de Siam Chulalongkorn qu'en 1872.
Son règne particulièrement difficile s'achèvera par la mise sous tutelle du royaume par la France, ce qui le sauvera partiellement des ambitions du Siam et du Vietnam. Le gouvernement siamois avait en effet décidé d'augmenter son emprise  sur le royaume en installant à Luang Prabang deux « Kha-luang », commissaires permanents appuyés de gardes pour contrôler le roi.  
En février 1887 Oun Kham reçoit néanmoins à Luang Prabang Auguste Pavie, vice-consul de France qui n'avait pas reçu l'agrément du Siam. Cette même année le royaume doit faire face à une expédition des Pavillons Noirs soutenus par le Vietnam et commandés par le féodal Dèo-van-Tri, en conflit avec les siamois, qui occupe Luang Prabang le 10 juillet. Il livre la ville au pillage et massacre la population qui n'avait pas fui, dont le vice-roi Souvanna Phomma. Oun Kham parvient à atteindre Pak-lay ; épuisé et démoralisé le roi demande officiellement à Pavie la protection de la France.
Cette dernière ne deviendra effective qu'en 1893 après un conflit franco-siamois (établissement du protectorat français du Laos). En avril 1888, Oum Khan est relevé de son titre par le roi de Siam en faveur de son fils aîné Zakarine, auquel s'adjoint en 1889 le nouveau vice-roi  Bounkhong.